# Dai Qing
Dans ce nom chinois, le nom de famille, Dai, précède le nom personnel.
 (janvier 2007).
Améliorez-le ou discutez des points à vérifier. 
 (octobre 2010).
Si vous disposez d'ouvrages ou d'articles de référence ou si vous connaissez des sites web de qualité traitant du thème abordé ici, merci de compléter l'article en donnant les références utiles à sa vérifiabilité et en les liant à la section « Notes et références ».
Dai Qing (chinois simplifié : 戴晴 ; pinyin : Dài Qíng), née le 8 janvier 1941  à Chongqing (province du Sichuan), est une journaliste, auteur, et militante chinoise.
Fille de héros communiste, adoptée par le ministre de la Défense de Mao Tsé-Toung, rien ne la disposait à devenir une opposante. Ancienne militaire et patriote, Dai Qing serait l'une des premières journalistes à afficher le point de vue des dissidents, en s'opposant à certaines politiques chinoises, comme lors des manifestations de la place Tiananmen et pour le barrage des Trois-Gorges.

## Biographie
Dai Qing, aussi appelée Fu Ning, est née en 1941 de Fu Daqing (傅大慶) et de Yang Jie (楊潔). Son père, un intellectuel du Parti communiste chinois, fut tué par les Japonais en 1944 et Dai Qing adoptée par un ami à lui, Ye Jianying (葉劍英), une figure haut placée de l'Armée populaire de libération.
C'est aussi dans l'armée que Dia Qing commence sa carrière. Diplômée de l'Académie militaire de Harbin en 1966, elle occupe différents postes d'ingénieur, et travaille notamment sur des projets secrets de missile longue portée. Elle étudie la langue anglaise à Nankin pendant 2 ans et utilisera dans un premier temps cette compétence pour traduire des livres à sa fille, car elle déplore le manque de littérature disponible pour les enfants chinois.
Pendant la révolution culturelle (entre 1966 et 1976), elle est forcée de quitter Pékin avec son mari Wang Tak Ka (王德嘉) (et d'y laisser sa fille Wang Siu Ka (王小嘉) pour travailler à la campagne et être "ré-éduquée par le travail". Elle découvre ainsi un autre facette de la politique chinoise.

### Écriture
Bien que déjà publiée et remarquée en 1969 elle continue à travailler pour l'armée, pour couvrir notamment la Guerre sino-vietnamienne.
C'est en 1982 qu'elle commence sa carrière dans l'écriture. Elle devient reporter pour le Guangming Daily et publie son premier ouvrage, la fiction Pan (盼) et se joint à l'association des auteurs chinois.
Elle ne mâche pas ses mots, et jusqu'en 1989, elle sera connue pour être le premier journaliste à montrer un point de vue dissident. Elle reste pourtant très patriote et aurait même dit à Mao Zedong qu'elle pourrait mourir si c'était nécessaire.

### Opposition
Son action la plus notable et reconnue est celle de son opposition au projet du barrage des Trois-Gorges. Elle dénonce ce projet comme le plus destructeur au monde dans une optique écologique et humaine.
C'est au cours d'un voyage à Hong Kong en 1987, qu'elle découvre la liberté d'expression sur ce projet. Elle commence à collecter les informations pour informer pour le peuple chinois. L'écrivain Lin Feng lui envoie par courrier électronique l'ensemble des articles parus à Hong Kong sur le sujet, puis elle continue le travail d'investigation auprès de scientifiques (dont Zhou Peiyuan et Lin Hua) et journalistes chinois, et regroupe ces informations dans un livre Yangtze! Yangtze! (揚子!揚子!).
Elle dénonce par exemple un risque fort de modification du climat global, un fort risque d'assèchement du Yangzi Jiang (fleuve bleu) et du fleuve Jaune menant à des tempêtes de sable en Mongolie et à des effets sur la Corée, le Japon et même la Côte Est américaine. Elle dénonce aussi un effet désastreux sur l'émigration des populations déplacées, vers le Canada, les États-Unis, ou l'Europe. Pour résumer on peut citer cette phrase d'elle :
« En voulant soumettre la nature, au bout du compte, on ne réussira qu'à détruire notre cadre de vie »
Elle est l'une des 303 intellectuels chinois signataires de la charte 08, manifeste publié le 10 décembre 2008, pour promouvoir la réforme politique et le mouvement démocratique chinois.

### Répression et soutiens
Bien que son livre Yangtze! Yangtze ait été interdit après les Manifestations de la place Tiananmen qu'elle avait rapporté ouvertement, elle publiera sur le même sujet The River Dragon Has Come! (水龍來了!) le 4 juin 1989. Elle est dénoncée le jour même, quitte le Parti communiste chinois le lendemain, puis elle est emprisonnée pendant 10 mois à la prison de Qincheng, et interdite de publication en Chine.
D'après son livre, Wo de Ruyu (My Imprisonment; 我的入獄), elle déclare avoir répondu à la police qui était venue la prévenir la veille de son emprisonnement pour qu'elle fuie : « En tant que citoyenne d'un pays je ne peux pas le quitter. Et mon devoir est de le critiquer objectivement pour en construire un meilleur et plus fort. »
Libérée le 21 janvier, 1990, Dai Qing déclina les propositions d'asile politique des États-Unis et de l'Allemagne. Cependant, selon Jacques Goldfiem Dai Qing est partie aux États-Unis le 22 décembre 1991. Dans la période qui suivit elle a reçu de nombreux soutiens et distinctions. Elle déclare dans l'article My Imprisonment (我的入獄), « Ce pour quoi je peux combattre c'est de faire savoir que je suis innocente mais que j'ai un esprit rebelle » (« What I can fight for is to let others know I am innocent but have a rebellious spirit. »).
Aujourd'hui[Quand ?], Dai Jing réside à Pékin. Elle continue à clamer que la Chine n'a pas complètement supprimé les méthodes de l'époque communiste, et elle continue de se battre pour les droits de l'homme, la démocratie et l'écologie avec les peuples chinois et étrangers.
En octobre 2010, concernant l'attribution du prix Nobel de la paix à son compatriote Liu Xiaobo, elle déclare :

« Pourquoi le PCC considère comme un vil criminel un personnage si respecté de par le monde... Ce prix est aussi décerné à tous les Chinois opprimés. »

## Prix et distinctions
- Prix de l'université nationale australienne
- Prix de l'université Columbia
- Prix de journalisme par l'université Harvard (1991)
- Plume d'or de la liberté (1992)
- Prix Goldman pour l'environnement (1993)
- Prix Condè Nast pour l'environnement (1993)
- « Les meilleurs essais des deux côtés du détroit de Taiwan » (1994)
- Prix du Woodrow Wilson International Center à Washington (1998-1999)

### À vérifier
- No: A Collection of Short Stories (不 : 中短篇小說集) 1982
- Spring Story of the Red Rock (紅岩英魂逢春記), avec Meng Yong (孟勇) et Li Jiajie (李家杰著) 1983
- Spirit (魂) 1985
- Red Alert: Report of the Da Xing An Ling Forest Fires (紅色警報: 大興安嶺森林大火直擊報導) 1987
- Liang Shuming, Zhang Shizhao and Mao Zedong, (梁漱溟, 章士釗與毛澤東) 1988
- Series of the Chinese National Women (中國女性系列) 1988
- Readers' Questions and Answers (學者答問錄) 1988
- Chasing the Devil and God (追逐魔鬼撾住上帝) 1988
- Away from Modern Superstitions (走出現代迷信) avec Tao Ling, Zhang Yide, Dai Qing et al. (陶鎧, 張義德, 戴晴等著) 1988
- Sexually Open Women (性開放女子) Dai Qing et al. (戴晴等著) 1988
- Chang Jiang, Chang Jiang : Arguments Regarding the Three Gorges Dam Project (長江長江 : 三峽工程論爭) (主編戴晴 ; 副主編剛建, 何小娜, 董郁玉 1989
- Whether to Continue with the Three Gorges Dam Project: Readers' Collection of Arguments (長江三峽工程應否興建 : 學者論爭文集) (主編戴晴 ; 副主編剛建, 何小娜, 董郁玉) 1989
- China's Lack of Interest Regarding Sex: A Collection of Questions from the Mainland Society(中國的性苦悶 : 大陸社會問題紀實) 1989
- An Offering to the Heart (心祭) 1989
- Chu Anping and the "party empire" I et II, avec Liang Shuming, Wang Shiwei et Chu Anping (梁漱溟, 王實味, 儲安平) 1989
- Away from Modern Superstitions: Arguments on Rational Questions (走出現代迷信: 關於真理標準問題的大辯論), Chen Ling, Zhang Yide, Dai Qing et al. (陶鎧, 張義德, 戴晴等著) 1989
- My Imprisonment (Wo De Ruyu ou 我的入獄) 1990
- Mo Takuto to Chūgoku chishikijin: Enan seifu kara han uha toso e (毛澤東と中國知識人: 延安整風から反右派鬥爭) 1990
- Mao Zedong, Influencing the World, "Wild Lily" (毛澤東, 黨天下, 野百合花) 1991
- Sentimental Writing for Women (齋女 : 女性感抒文學), Dai Qing et al. (戴晴等著) 1993
- Wo Di Sige Fuqin: Ziji Di Gushi (Jiao dian wen ku) 1995 (à vérifier)
- My Account II of Imprisonment at Qin City (在秦城坐牢 : 自己的故事(二)) 1995 (Zai Qincheng Zuolao: Ziji Di Gushi 2?)
- Women Who Keep Small Feet: Problems of the Women in Contemporary China (纏足女子 : 當代中國女性問題), avec Luo Ke (洛恪著) 1996
- Whose River: Can a Developing China be Responsible of the Three Gorges Dam Project (誰的長江 : 發展中的中國能否承擔三峽工程), Dai Qing, Xue Weijia (編者戴晴, 薛煒嘉) 1996

Article
- Members of Falungong in an Autocratic Society 2000.